# Louis Urbain Lefebvre de Caumartin
Pour les articles homonymes, voir Lefebvre et Caumartin.
Pour les autres membres de la famille, voir Famille Le Fèvre de Caumartin.
Louis Urbain Lefebvre de Caumartin (1653-1720), fils de Louis François Lefebvre de Caumartin

## Biographie
Issu de la haute noblesse de robe (son arrière-grand-père avait été intendant du Poitou et président du Grand Conseil sous Henri IV), il fut lui-même conseiller au parlement de Paris, puis conseiller d'État et intendant des finances sous le règne de Louis XIV.
Saint-Simon dans ses Mémoires a dit de lui : « Il était fort du grand monde, avec beaucoup d'esprit; il était obligeant et fort honnête homme. » et Nicolas Boileau dans sa Satire IX : « Chacun de l'équité ne fait pas son flambeau / Tout n'est pas Caumartin, Bignon ni d'Aguesseau. » 
Il fut dans ses dernières années l'un des protecteurs de Voltaire, qui puisa dans ses entretiens L'amour de Henri IV et l'idée de La Henriade. 
On lui doit la conservation des Mémoires du cardinal de Retz, et de ceux de Joly.
Il possédait, entre autres résidences, le Château de Saint-Ange de Villecerf près de Fontainebleau et le château du Fresne (ancien) à Authon (Loir-et-Cher).